# اچ‌ام‌اس ادونچر (۱۶۴۶)
اچ‌ام‌اس ادونچر (۱۶۴۶) (به انگلیسی: HMS Adventure (1646)) یک کشتی است.